# 羅徹斯特 (明尼蘇達州)
羅徹斯特 （英語：Rochester）是美國明尼蘇達州奧姆斯特德縣縣治，位於明州東南部贊布羅河畔。面積144.71平方公里， 2020年美國人口普查有人口121,395人，是該州第三大城市。
1854年設市，城名是紀念建城者George Head在紐約州的家鄉羅徹斯特。妙佑醫療國際位於本市。